# Подборче
Подборче (пол. Podborcze) — село в Польщі, у гміні Радечниця Замойського повіту Люблінського воєводства.
Населення — 142 особи (2011).
У 1975-1998 роках село належало до Замойського воєводства.

## Демографія
Демографічна структура станом на 31 березня 2011 року:
|          | Загалом | Допрацездатний вік | Працездатний вік | Постпрацездатний вік |
| -------- | ------- | ------------------ | ---------------- | -------------------- |
| Чоловіки | 67      | 10                 | 46               | 11                   |
| Жінки    | 75      | 14                 | 34               | 27                   |
| Разом    | 142     | 24                 | 80               | 38                   |